# Krolloper
Krolloper (pol. „Opera Krolla”) – budynek, niegdyś znajdujący się w Berlinie, w dzielnicy Tiergarten, na obszarze noszącym później nazwę Platz der Republik (pol. „Plac Republiki”). Powstał w stylu renesansu biedermeierowskiego w latach 1843–1844 z inicjatywy pruskiego króla Fryderyka Wilhelma IV i przedsiębiorcy Josepha Krolla jako lokal gastronomiczno-rozrywkowy. Joseph Kroll prowadził ten lokal do swojej śmierci w 1848 roku, zaś po nim interes przejęła jego córka Auguste, która przekształciła lokal w prywatną instytucję teatralną. W 1894 roku budynek nabył właściciel browaru Julius Bötzow, który rok później wydzierżawił obiekt państwowej instytucji teatralnej. W 1896 roku gmach przeszedł na własność skarbu państwa, po czym do 1931 roku służył jako miejsce wystawiania różnych utworów scenicznych, m.in. oper. W okresie od marca 1933 roku do kwietnia 1942 roku w budynku odbywały się posiedzenia niemieckiego parlamentu (Reichstagu), co było następstwem pożaru, jaki strawił siedzibę tego organu w lutym 1933 roku. W 1943 i 1945 roku obiekt uległ zniszczeniu w wyniku działań związanych z II wojną światową, a następnie w 1951 i 1957 roku został rozebrany.

## Lokalizacja i nazwy

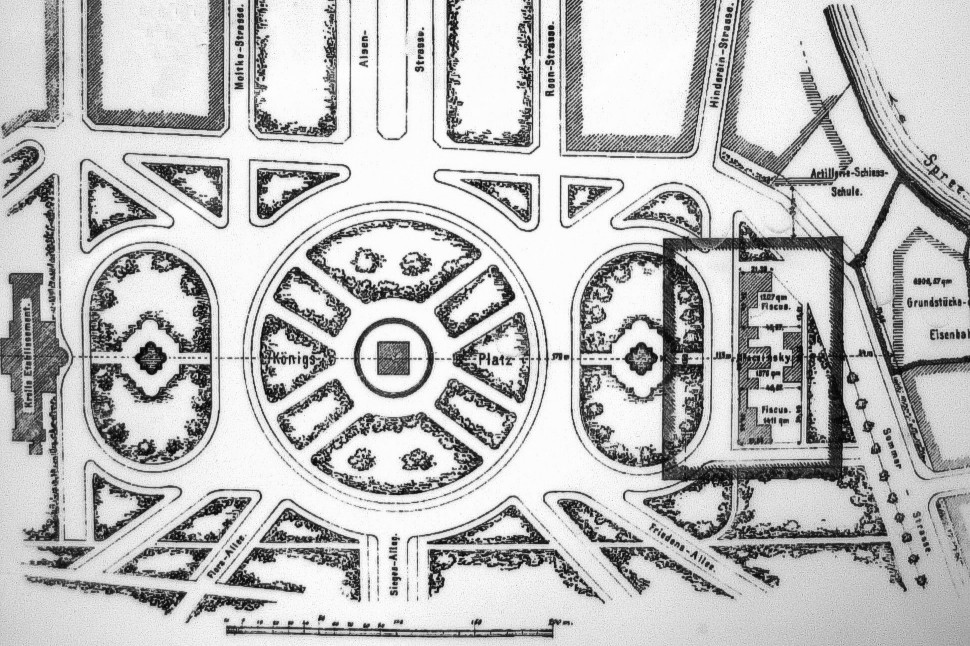
Plan z 1879 roku pokazujący położenie budynku

Budynek znajdował się w południowej części berlińskiej dzielnicy Tiergarten, na położonym za Bramą Brandenburską placu do prowadzenia musztry, który w późniejszych czasach nazwano Königsplatz (pol. „Plac Królewski”) i który od 1948 roku nosi nazwę Platz der Republik (pol. „Plac Republiki”).
Wobec gmachu i prowadzonej w nim działalności stosowano na przestrzeni lat następujące nazwy: Krolls Wintergarten (pol. „Ogród zimowy Krolla”), Krolls Etablissement (pol. „Lokal Krolla”), Neues Königliches Operntheater (pol. „Nowy Królewski Teatr Operowy”), Neue Oper am Königsplatz (pol. „Nowa Opera przy Königsplatz”), Staatsoper am Platz der Republik (pol. „Opera Państwowa przy Platz der Republik”), Republikoper (pol. „Opera Republiki”), Krolloper lub Kroll-Oper (pol. „Opera Krolla”) oraz Krolls Garten lub Kroll-Garten (pol. „Ogród Krolla”). Jednak berlińczycy przeważnie używali wobec obiektu prostego określenia Kroll.

## Historia

### Powstanie i działalność Krollów
Historia budynku ma swój początek we wrześniu 1841 roku. Wówczas pruski król Fryderyk Wilhelm IV przebywał we Wrocławiu i jadł obiad w tamtejszej restauracji Wintergarten. Wizyta w restauracji tak bardzo mu się podobała, że zaoferował jej zarządcy Josephowi Krollowi przybycie do Berlina i zbudowanie tam jeszcze większego lokalu gastronomicznego. Mając zapewnioną specjalną ochronę ze strony Hohenzollernów (powierzenie darmowej działki budowlanej) Kroll wniósł wymagany kapitał początkowy w wysokości 30 tysięcy talarów i wyjechał do Berlina. Na miejscu z mieszanymi uczuciami obejrzał teren planowanej inwestycji, którym był od dawna nieużywany, pokryty piaskiem i porośnięty chwastami plac do prowadzenia musztry, położony na skraju dzielnicy Tiergarten za Bramą Brandenburską i zwyczajowo nazywany przez berlińczyków „Saharą”.
Do stworzenia projektu lokalu gastronomicznego Fryderyk Wilhelm IV zaangażował trzech architektów: Ludwiga Persiusa, Carla Ferdinanda Langhansa i Eduarda Knoblaucha. Podczas krótkiego, dziesięciomiesięcznego okresu budowy wzniesiono monumentalny, przypominający zamek budynek w stylu brandenburskiego renesansu biedermeierowskiego, składający się z podwyższonej, dwukondygnacyjnej części środkowej i dwóch podłużnych skrzydeł uzupełnionych różnymi obiektami zewnętrznymi. Mogący pomieścić 5000 osób gmach był wyposażony w oświetlenie gazowe i posiadał dwa ogrody zimowe, 14 sal balowych, trzy duże sale oraz szczególnie okazałą Salę Królewską (niem. Königssaal) z lożami oraz balkonami. Budynek został otwarty 15 lutego 1844 roku – z tej okazji zorganizowano wystawny bal, na którym bawiła się największa możliwa liczba gości, jaką obiekt mógł pomieścić. W latach 1845–1846 dokonano pod kierownictwem architekta krajobrazu i ogrodów Petera Josepha Lennégo przekształcenia placu do prowadzenia musztry w plac do organizowania parad. Później placowi nadano nazwę Königsplatz, zaś w latach 1864–1873 zbudowano na nim Siegessäule celem upamiętnienia zwycięstwa Królestwa Prus w wojnie z Danią w 1864 roku.
W nowo powstałym lokalu Joseph Kroll organizował reklamowane rozwieszanymi na berlińskich ulicach plakatami różne wydarzenia rozrywkowe, takie jak włoskie noce, chińskie noce, loterie, fantastycznie zaaranżowane bale maskowe czy wystawy bożonarodzeniowe. Sprowadził także z Wiednia specjalizującego się w walcach kompozytora Johanna Straussa, jednak ten szybko zauważył, że „sztuka uwodzenia charakteryzująca jego tańce może mieć mało wspólnego z berlińską naturą”, toteż wrócił wraz ze swoim zespołem do rodzinnego miasta.
Gdy w styczniu 1848 roku Joseph Kroll zmarł z powodu choroby wątroby, zarządzanie obiektem przejęła najstarsza z jego czterech córek – Auguste. Chcąc odciąć się od „groteskowych teatraliów” swojego ojca, rozpoczęła starania o uzyskanie koncesji na organizację przedstawień teatralnych w budynku. Auguste Kroll zbudowała podium w Sali Królewskiej, a także zaangażowała pochodzącego z Erfurtu reżysera teatralnego Böttnera, który kładł nacisk na reżim muzyczny i oprócz niezbędnych komedii oraz przedstawień scenicznych o lokalnym charakterze wystawiał także wielkie opery – przykładem tego są wykonane w pierwszym sezonie w 1850 roku opery Marta albo jarmark w Richmondzie Friedricha von Flotowa, Córka pułku Gaetana Donizettiego, Biała dama François-Adriena Boieldieua i Cyrulik sewilski Gioacchina Rossiniego. Było to całkiem poważne przedsięwzięcie z uwagi na fakt, że orkiestra składała się tylko z 36 osób. Niedługo później Auguste Kroll zakontraktowała w prowadzonej przez siebie instytucji kompozytora Alberta Lortzinga, który przenosił się z teatru do teatru i żył w biedzie pomimo sukcesów, jakie odniosły jego opery. Lortzing wystawił w budynku trzy opery: Der Waffenschmied, Undine (w gmachu Auguste Kroll miała swoją berlińską premierę) i Zar und Zimmermann, do której próbę przeprowadzono pod kierownictwem Böttnera 12 października 1850 roku i którą odegrano trzy dni później podczas uroczystości z okazji urodzin króla Fryderyka Wilhelma IV. Z uwagi na trudną sytuację finansową działalności Auguste Kroll kompozytor za przedstawienia nie otrzymał żadnych tantiem ani honorarium. 21 stycznia 1851 roku zmarł w całkowitej biedzie.
1 lutego 1851 roku budynek został strawiony przez pożar, z którego ocalał tylko ogród i teatr letni. Dzięki wynoszącemu 80 tysięcy talarów odszkodowaniu z ubezpieczenia przeciwpożarowego Auguste Kroll niezwłocznie rozpoczęła odbudowę. Nadzorowane przez mistrza budowlanego Eduarda Titza prace budowlane trwały rok. Budynek dostał nowe wyposażenie, które było bardziej wystawne od tego sprzed pożaru. W 1852 roku instytucja w budynku została otwarta, po czym w krótkim odstępie czasu na wszystkich scenach obiektu wystawiono 57 komedii i 12 oper, a ponadto zorganizowano gościnne występy i koncerty zespołu Auguste Kroll. Kapelmistrzem zespołu został młody węgierski skrzypek i dyrygent Jakob Engel, który tymczasowo zatrzymał się w Berlinie podczas podróży z Wiednia do Petersburga. Niedługo później Engel i Kroll zakochali się w sobie, zaś w 1853 roku wzięli ślub. Jakob Engel, którego wkrótce zaczęto nazywać „Aniołem Kroll” (engel to w j. niem. „anioł”), postawił na muzykę wysokich lotów. Oprócz sprawdzonych oper autorstwa Alberta Lortzinga, Daniela Aubera i Gaetana Donizettiego próbował ugruntować serię operową w budynku Kroll za pomocą Otella Gioacchina Rossiniego, a także odważył się skorzystać z kompozycji Richarda Wagnera – na letnich koncertach muzycy Engela grali uwertury i marsze z Tannhäusera i Lohengrina.

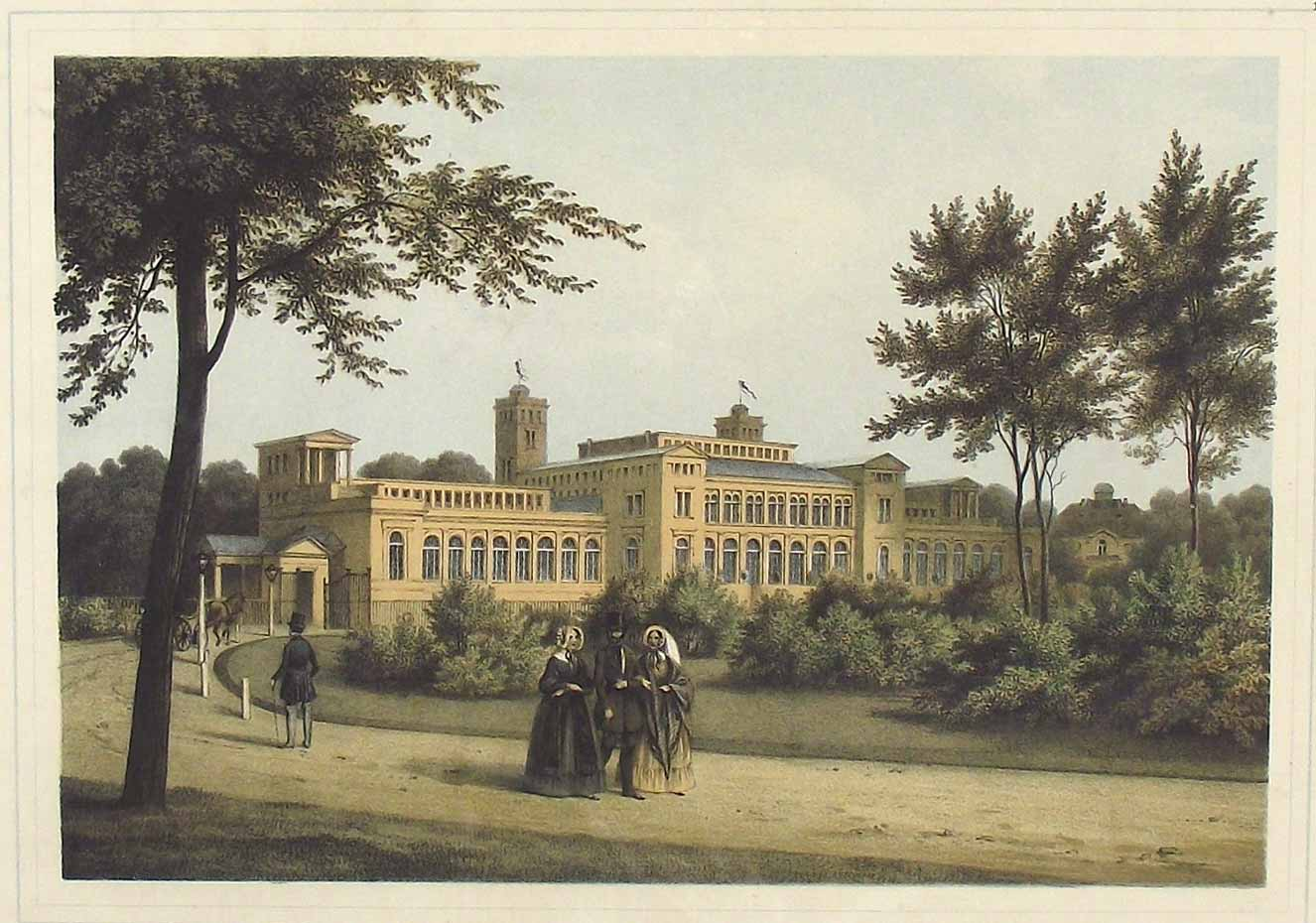
Budynek około 1850 roku

Pomimo znacznych wysiłków, jakie Engel wkładał w wykonywanie swoich obowiązków, działalność operowa w budynku przy Königsplatz nie funkcjonowała właściwie pod względem finansowym. Z powodu trudności ekonomicznych w 1855 roku obiekt został zamknięty, a następnie sprzedany głównemu wierzycielowi. Nowy właściciel popadł w tarapaty finansowe i musiał wystawić nieruchomość na przymusową licytację w 1862 roku. Obiekt o wartości wycenionej na około 280 tysięcy talarów trafił do tego, który zaoferował najwyższą cenę. A oferującym najwyższą cenę był, ku ogólnemu zaskoczeniu, Jakob Engel, który wystąpił z ofertą wynoszącą 109 tysięcy talarów – nikt nie wiedział dokładnie, jak udało mu się zebrać taką kwotę. Tym sposobem budynek po siedmiu latach wrócił do rodziny Kroll/Engel. Jakob Engel mając na uwadze doświadczenia sprzed 1855 roku trzymał się z daleka od kosztownych inscenizacji operowych – zamiast nich organizował w gmachu wystawy bożonarodzeniowe, koncerty promenadowe i bale. Niemniej jednak dręczyły go problemy finansowe. Od czasu wprowadzenia swobody działalności gospodarczej w 1869 roku przymus posiadania koncesji przestał istnieć, co spowodowało wysyp różnych prywatnych przedsiębiorstw. Działalność Kroll i Engela straciła swoją wyłączność. Po śmierci Jacoba Engela w 1888 roku, kierownictwo przejął jego syn, który jednak wkrótce stracił zainteresowanie tą działalnością. W 1894 roku rozpoczęto negocjacje dotyczące sprzedaży budynku z właścicielem browaru Juliusem Bötzowem, zaś niedługo później syn Jacoba Engela i Auguste Kroll przeprowadził się wraz z matką do Nowego Jorku, gdzie Auguste zmarła w 1907 roku.

### Siedziba państwowej instytucji teatralnej

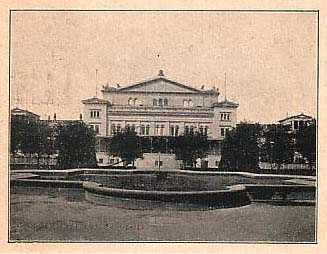
Budynek na pocztówce z 1900 roku

Po nabyciu budynku Krollów Julius Bötzow urządził w nim restaurację okazjonalnie organizującą wydarzenia koncertowe. Jednak działalność ta nie przynosiła mu zadowalających dochodów, w związku z czym w 1895 roku podpisał umowę dzierżawy gmachu z instytucją Königliche Schauspiele (pol. „Królewskie Przedstawienia”), dzięki czemu od sierpnia tego roku obiekt znów był miejscem wystawiania oper. Dyrektor Königliche Schauspiele Bolko von Hochberg nakłonił Bötzowa do powierzenia całej nieruchomości pruskiemu skarbowi państwa za 2,5 miliona marek – doszło do tego w kwietniu 1896 roku. Hochberg zyskał budynek pomocniczy dla opery przy Unter den Linden (Lindenoper), która mając 1500 miejsc stopniowo stawała się zbyt mała. Nadał on obiektowi nazwę Neues Königliches Opernhaus (pol. „Nowy Królewski Dom Operowy”) i wykorzystał jako budynek tymczasowy do organizowania przedstawień operowych w czasie przebudowy Schauspielhausu i Lindenoper prowadzonej w latach 1904–1905.
W 1909 roku pruskie władze zaczęły planować budowę nowego Cesarskiego Domu Operowego (niem. Kaiserliches Opernhaus). Na prośbę Ministerstwa Pracy Ludwig Hoffmann, członek berlińskiej Miejskiej Rady Budownictwa (niem. Berliner Stadtbaurat) pod koniec 1913 roku przygotował pierwsze projekty. W 1914 roku pruska Izba Deputowanych przyznała pierwszą ratę wymaganych środków finansowych na inwestycję, po czym niedługo później rozpoczęto rozbiórkę budynku Krollów, którą po kilku tygodniach wstrzymał wybuch I wojny światowej. Od 1915 roku organizacja Zentralsammelstelle der Reichswollwochen magazynowała na obszarze budynku wełnę i szmaty. Pomieszczenia obiektu były również wykorzystywane jako lazaret.
Niedługo po zakończeniu I wojny światowej pruski minister kultury Adolph Hoffmann nawiązał kontakt z muzykami, ludźmi teatru i architektami w celu przygotowania projektu rozbudowy ruin budynku Krollów w Narodowy Dom Operowy (niem. Volksopernhaus) z 3000 miejsc. Jednak zanim projekt został uzgodniony, w Prusach doszło do zmiany na stanowisku ministra kultury, ponadto państwo nie miało pieniędzy na nowy budynek. W lipcu 1920 roku państwo pruskie zawarło z kulturowym stowarzyszeniem Freie Volksbühne Berlin (pol. „Wolna Scena Narodowa Berlin”) umowę na trwającą 25 lat dzierżawę budynku Krollów. W zamian za niewielki czynsz Freie Volksbühne Berlin zobowiązało się do przyspieszenia odbudowy ruiny. Realizację odbudowy powierzono architektowi Oskarowi Kaufmannowi, mającemu doświadczenie w projektach związanych z teatrami. Prace związane z odbudową rozpoczęły się w 1922 roku. Kaufmann powiększył widownię i część budynku mieszczącą scenę, a także zbudował dwa tarasy w południowej części ogrodu oraz nowy teatr letni. Zaplanował ponadto owalną salę balową mogącą pomieścić 5000 osób. Projekt miał tak duży wymiar, że wkrótce Freie Volksbühne Berlin zabrakło środków finansowych na jego dokończenie. Inwestycji zaszkodziła także inflacja.
Decyzją pruskiego premiera Ottona Brauna państwo przejęło koszty związane z dokończeniem budowy i ostatecznie także cały budynek, zaś Freie Volksbühne Berlin została zobowiązana do kupienia połowy biletów na każde wystawiane w gmachu przedstawienie przez 25 lat. 1 stycznia 1924 roku Oper am Königsplatz (pol. „Opera przy Königsplatz”) została otwarta – na jej scenie wystawiono wówczas operę Richarda Wagnera Śpiewacy norymberscy, w której dyrygentem był Erich Kleiber. Instytucja ta podlegała jednak Operze Państwowej (Lindenoper), dla której była „drugą sceną”. Jako że obiekt przy Königsplatz nie posiadał własnego zespołu ani orkiestry, występować w nim musieli artyści z Lindenoper, którzy wkrótce zaczęli odczuwać przeciążenie graniem w dwóch miejscach. Dzięki staraniom pruskiego Ministerstwa Kultury jesienią 1927 roku instytucja w budynku Krollów uzyskała niezależność artystyczną przy dalszym pozostawaniu pod generalnym kierownictwem dyrektora Lindenoper. Niedługo później ministerstwo wyznaczyło na stanowisko dyrektora i kierownika muzycznego instytucji Ottona Klemperera. Pod jego wodzą instytucja pod zmienioną nazwą Staatsoper am Platz der Republik (pol. „Opera Państwowa przy Platz der Republik”) zainaugurowała działalność 19 listopada 1927 roku inscenizacją opery Fidelio Ludwiga van Beethovena.
Otto Klemperer stworzył niekonwencjonalny teatr muzyczny, który charakteryzowało postępowe i przyszłościowe zrozumienie sztuki oraz muzyki. Na scenie instytucji były wystawiane utwory takich twórców jak: Igor Strawinski (gościnnie uczestniczył w balecie Apollon musagète wystawionym w budynku Krollów 17 czerwca 1929 roku i utworze Capriccio wystawionym 23 stycznia 1930 roku), Paul Hindemith (jego opera Neues vom Tage została wystawiona na rozpoczęcie Festiwalu Berlińskiego 8 czerwca 1929 roku, zaś oratorium Das Unaufhörliche 21 listopada 1931 roku miało tu swoją premierę), Ernst Křenek, Maurice Ravel, Darius Milhaud, Jaques Ibert, Arnold Schönberg, Kurt Weill, Leoš Janáček i Jean Cocteau. Przedstawienia reżyserowali m.in. Jürgen Fehling, Gustaf Gründgens i Hans Curjel, zaś dyrygentami w nich byli Otto Klemperer, Alexander von Zemlinsky i Fritz Zweig. Z kolei scenografię do przedstawień tworzyli następujący artyści: Teo Otto, Ewald Dülberg, Caspar Neher, Oskar Schlemmer, Traugott Müller, László Moholy-Nagy i Giorgio de Chirico. 11 października 1929 roku Otto Klemperer wystawił w budynku operę Igora Strawinskiego L'Histoire du soldat, w której pełnił również rolę dyrygenta orkiestry. Na widowni zasiadły wtedy takie osobistości jak: fizyk i noblista Albert Einstein, nuncjusz apostolski Eugenio Pacelli (od marca 1939 roku papież Pius XII), minister spraw zagranicznych Gustav Stresemann, pisarz Bertolt Brecht oraz kompozytor Kurt Weill. 14 listopada tego roku zorganizował z kolei wieczór poświęcony dziełom Johanna Sebastiana Bacha – wiele miejsc na widowni było wtedy pustych.
Zarządzana przez Klemperera instytucja od samego początku wzbudzała ambiwalentne reakcje społeczne. O ile współczesna wykształcona klasa średnia odnosiła się do instytucji Klemperera z zachwytem, o tyle konserwatyści ją odrzucali. Ponadto zarząd opery nie spełnił wymogów posiadających 50% biletów na przedstawienia członków Freie Volksbühne Berlin aby na scenie budynku były wystawiane konwencjonalne przedstawienia operowe zamiast takich o nowoczesnej estetyce – spowodowało to malejącą liczbę odwiedzających. W instytucję uderzył również kryzys gospodarczy, w wyniku którego trzeba było dokonać cięć w pruskim budżecie. Z tego powodu wśród pruskich polityków trwały dyskusje na temat zamknięcia niektórych placówek kulturalnych, m.in. opery Krolla czy teatrów we Wrocławiu i Królewcu. Ze względów politycznych politycy nie chcieli zamykać teatrów na wschodzie, jednak poważnie podchodzili do argumentu, że Berlin nie potrzebuje dwóch budynków operowych. Za zamknięciem opery Krolla wyraźnie opowiadała się partia Centrum, będąca koalicyjnym partnerem SPD w rządzie Prus. Postawa taka była motywowana obawami polityków tej partii o to, że ofiarami cięć budżetowych mogą paść teatry w miastach położonych na zachodzie Rzeszy Niemieckiej, gdzie partia Centrum miała duży potencjał wyborczy. Zamknięcie opery Krolla miało zdjąć niebezpieczeństwo z teatrów zachodnich. 25 marca 1931 roku pruski Landtag głosami partii prawicowych, partii Centrum i DDVP zdecydował o zamknięciu berlińskiego obiektu. Przeciwko zamknięciu głosowali tylko członkowie KPD, z kolei politycy SPD wstrzymali się od głosu. Z SPD wywodził się pełniący wówczas funkcję pruskiego ministra kultury Adolf Grimme, który nie był zwolennikiem zachowania opery Krolla – kosztem tej placówki proponował wsparcie innych słabo funkcjonujących pod względem finansowym państwowych teatrów. Z kolei ówczesny minister finansów Hermann Höpker-Aschoff należący do DDVP przyczynił się do upadku instytucji przy Platz der Republik nie przyznając jej już żadnych funduszy.
3 lipca 1931 roku na scenie budynku przy Platz der Republik wystawiono operę Wesele Figara Wolfganga Amadeusa Mozarta, po czym obiekt został zamknięty.

### Miejsce posiedzeń niemieckiego parlamentu

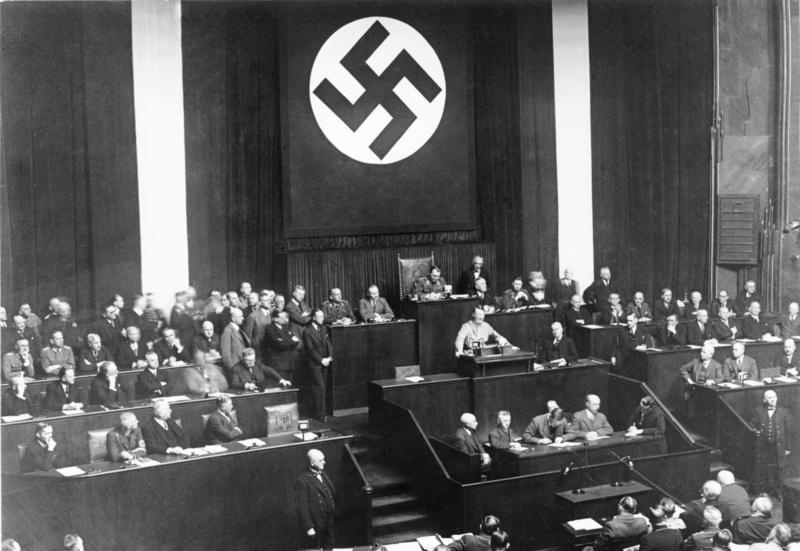
Adolf Hitler wygłaszający przemówienie dotyczące Ustawy o pełnomocnictwach na posiedzeniu Reichstagu 23 marca 1933 roku

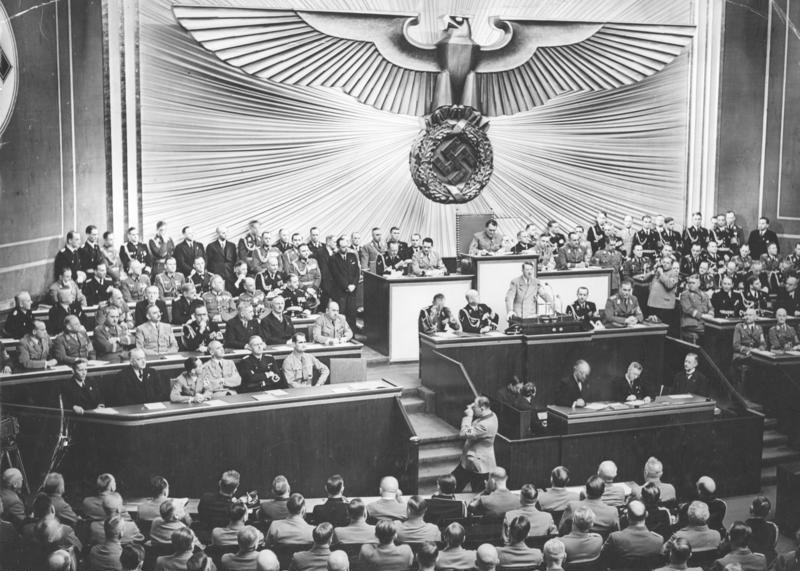
Adolf Hitler wygłaszający przemówienie dotyczące europejskich Żydów na posiedzeniu Reichstagu 30 stycznia 1939 roku

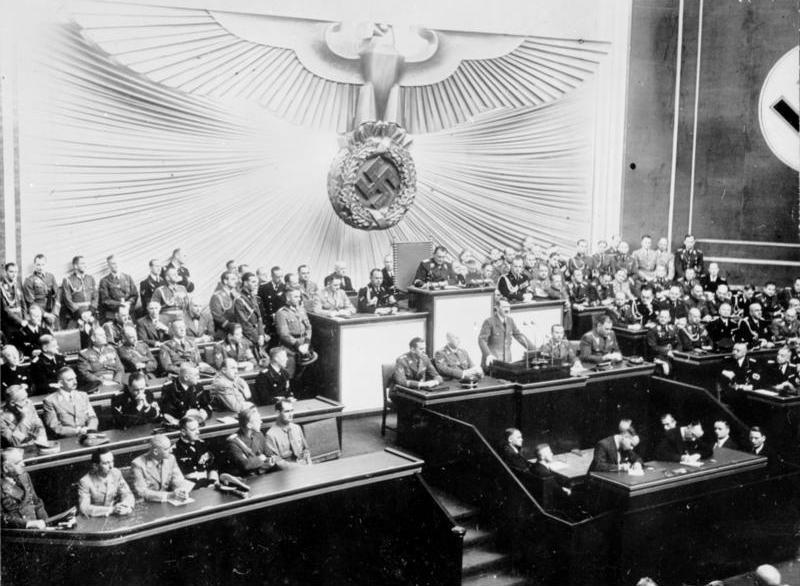
Adolf Hitler wygłaszający przemówienie po ataku niemieckich wojsk na Polskę na posiedzeniu Reichstagu 1 września 1939 roku

27 lutego 1933 roku doszło do pożaru budynku, w którym mieścił się niemiecki parlament (Reichstag). Sześć dni po tym zdarzeniu zostały przeprowadzone wybory parlamentarne, a zapisy wciąż jeszcze obowiązującej konstytucji weimarskiej mówiły, że nowo wybrani parlamentarzyści muszą się zebrać na posiedzeniu ustawodawczym w ciągu 30 dni od wyborów. Politycy zwycięskiej w wyborach z 5 marca partii NSDAP jako nowe miejsce posiedzeń parlamentu wybrali nieużywaną od lata 1931 roku operę Krolla, którą od zniszczonej przez pożar siedziby Reichstagu dzieliło kilkaset metrów.
Na początku drugiego tygodnia marca 1933 roku rozpoczęto nadzorowane przez Pruską Dyrekcję Budownictwa i Finansów (niem. Preußischen Bau- und Finanzdirektion) prace budowlane w operze Krolla. W ramach nich przekształcono pierwotnie mającą 1100 miejsc Wielką Salę Teatralną (niem. Großer Theatersaal) w salę posiedzeń. Sufit sali został pozbawiony istniejących na nim dotychczas malowideł i obniżony, a następnie pokryty tkaniną. Scenę i niszę dla orkiestry przystosowano dla prezydium, protokolanta oraz stenografów; postawiono tam także pochodzące z sali plenarnej budynku Reichstagu ławki dla członków rządu, które ocalały z pożaru. Widownię przebudowano na potrzeby 647 deputowanych parlamentu. Nie urządzono przy tym sal posiedzeń frakcji parlamentarnych, biblioteki i pomieszczeń dla administracji – korzystano z tych obecnych w budynku Reichstagu. Na ścianie za siedzeniami prezydium parlamentu umieszczono dużą flagę III Rzeszy, zaś po obu jej stronach początkowo wisiały flagi Cesarstwa Niemieckiego, co było taktycznym ustępstwem polityków NSDAP względem ich koalicyjnych partnerów z DNVP. Na dwóch balkonach sali urządzono kilkaset miejsc każdorazowo dostępnych dla dziennikarzy i gości.
Pierwsze posiedzenie Reichstagu w operze Krolla odbyło się 21 marca 1933 roku. Jedynym punktem porządku tego posiedzenia były wybory prezydium. Wbrew dotychczasowym procedurom parlamentarnym wyborów tych nie przeprowadzono w oparciu o tajne głosowanie, lecz przez aklamację. Na przewodniczącego Reichstagu wybrano Hermanna Göringa. Po zakończeniu posiedzenia umundurowani członkowie parlamentarnej frakcji NSDAP zaśpiewali z podniesionymi do góry rękami pierwszą zwrotkę Horst-Wessel-Lied.
23 marca 1933 roku w budynku odbyło się drugie posiedzenie Reichstagu, na którym głosami NSDAP i DNVP uchwalono „Ustawę o usunięciu zagrożenia narodu i Rzeszy” (niem. Gesetz zur Behebung der Not von Volk und Reich), czyli tzw. Ustawę o pełnomocnictwach (niem. Ermächtigungsgesetz). Ustawa ta unieważniała istotne punkty konstytucji weimarskiej. Zgodnie z jej zapisami rząd mógł przez cztery lata uchwalać nowe ustawy bez udziału parlamentu – oznaczało to faktyczną utratę władzy przez ten organ. Wszyscy zasiadający w parlamencie deputowani KPD (w liczbie 81) oraz 21 deputowanych SPD nie mogło wziąć udziału w głosowaniu, gdyż albo pozostawali w „areszcie ochronnym” albo uciekli przed grożącymi im prześladowaniami. Pozostali obecni na sali posiedzeń deputowani SPD głosowali przeciw tej ustawie. Cała sceneria posiedzenia była zdominowana przez kolory i symbole narodowych socjalistów. Opera Krolla została odgrodzona barierkami przez SS, z kolei wnętrze budynku było „ochraniane” przez uzbrojonych członków SA.
Ze względu na ustanowienie i utrwalenie dyktatury narodowosocjalistycznej 17 maja 1933 roku w operze Krolla odbyło się trzecie i ostatnie posiedzenie Reichstagu jako parlamentu wielopartyjnego. Niedługo później Reichstag został rozwiązany.
Po wprowadzeniu zakazu działalności i rozwiązaniu demokratycznych partii politycznych latem 1933 roku, uchwaleniu prawa zabraniającego tworzenia nowych partii politycznych, rozwiązaniu parlamentu 14 października 1933 roku i wyborach parlamentarnych z listopada 1933 roku, w których można było głosować wyłącznie na listę NSDAP Reichstag był już tylko niesamodzielnym, pozornym parlamentem złożonym z narodowych socjalistów. Formalnie Reichstag pełnił funkcję organu konstytucyjnego i ustawodawczego do końca jednopartyjnej dyktatury narodowosocjalistycznej.

Od listopada 1933 roku do 1942 roku w operze Krolla odbyło się w sumie 18 przeprowadzonych w nieregularnych odstępach czasu posiedzeń Reichstagu, które Adolf Hitler wykorzystywał jako forum do wygłaszania oświadczeń rządowych. Jednym z przejawów takiego wykorzystywania parlamentu przez Hitlera było transmitowane przez radio jego przemówienie z 30 stycznia 1939 roku, w którym twierdził, że europejskich Żydów unicestwi wywołana przez nich wojna światowa: 

Jeśli międzynarodowemu żydostwu finansowemu w Europie i poza nią uda się kiedykolwiek pogrążyć narody w wojnie światowej, to jej rezultatem nie będzie bolszewizacja Ziemi, a tym samym zwycięstwo żydostwa, lecz unicestwienie rasy żydowskiej w Europie.

Z kolei 1 września 1939 roku, po ataku niemieckich wojsk na Polskę rozpoczynającym II wojnę światową Adolf Hitler w operze Krolla oświadczył, że III Rzesza zaczęła zbrojny odwet na Polsce za jej rzekomą napaść na niemieckie terytorium z 31 sierpnia tego roku: 

Dziś w nocy Polska po raz pierwszy na naszym terytorium kazała strzelać do nas swym regularnym żołnierzom. Od godziny 5.45 odpowiada się im strzałami, a od tej chwili na bombę odpowie się bombą.

26 kwietnia 1942 roku w budynku odbyło się ostatnie posiedzenie Reichstagu.

### Ostatnie lata

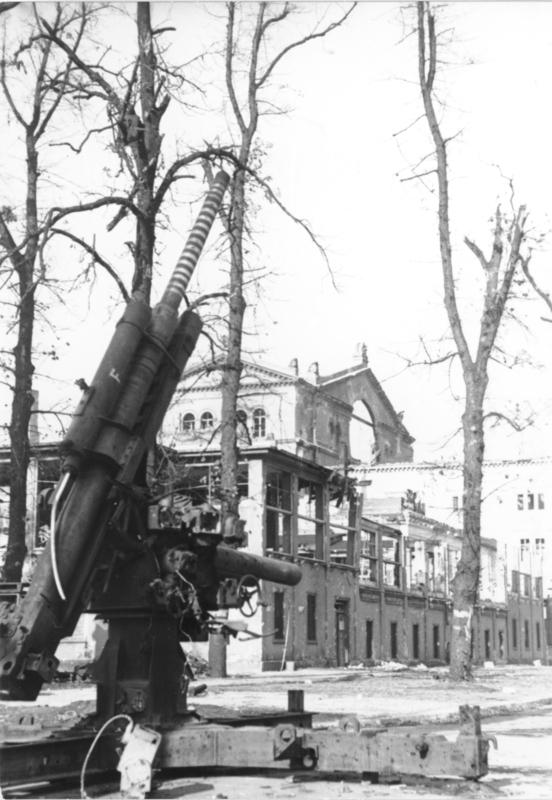
Ruiny budynku w 1945 roku

Po zniszczeniu Lindenoper wskutek przeprowadzonego 10 kwietnia 1941 roku przez lotnictwo brytyjskie nalotu, budynek przy Platz der Republik ponownie stał się miejscem wystawiania przedstawień operowych.
22 listopada 1943 roku, podczas wielkiego brytyjskiego bombardowania Berlina gmach doznał poważnych zniszczeń uniemożliwiających dalsze wykorzystywanie go do wystawiania oper. Kolejne szkody wyrządziły działania związane z operacją berlińską w kwietniu 1945 roku.
Po zakończeniu II wojny światowej dzielnica Tiergarten, w której była położona opera Krolla, znalazła się w granicach Berlina Zachodniego. Władze Berlina Zachodniego ze względów finansowych podjęły decyzję o nieodbudowywaniu budynku. Od 1945 roku w ogrodzie przy gmachu działała restauracja, organizowano tam także potańcówki i koncerty. W marcu 1951 roku duże części budynku wysadzono w powietrze i usunięto. W 1956 roku ostatni dzierżawca powierzchni obiektu zrezygnował z jej użytkowania. Jesienią 1957 roku wszystkie pozostałości gmachu zostały ostatecznie usunięte. W późniejszych latach w miejscu budynku utworzono park.

## Upamiętnienie
30 sierpnia 2007 roku, z inicjatywy Verein Berliner Unterwelten (pol. „Stowarzyszenie Podziemi Berlińskich”) i komisji do spraw tablic pamiątkowych dzielnicy Mitte (niem. Gedenktafelkommission Mitte) na terenie, na którym niegdyś stała opera Krolla, między ulicami Paul-Löbe-Allee i John-Foster-Dulles-Allee odsłonięto tablicę upamiętniającą budynek. Na terenie tym została ponadto ustawiona tablica informacyjna opisująca historię budynku.